# Henri Caldelari
 (avril 2025).
Motif : Pas de sources d'envergure nationale centrées sur cette personne. Ton bien trop promotionnel.
- Archive Wikiwix
- Bing
- Cairn
- DuckDuckGo
- E. Universalis
- Gallica
- Google
- G. Books
- G. News
- G. Scholar
- Persée
- Qwant
- (zh) Baidu
- (ru) Yandex
- (wd) trouver des œuvres sur Wikidata

| 1. | Préciser le motif de la pose du bandeau. | Précisez le motif de la pose du bandeau en utilisant la syntaxe suivante : {{admissibilité à vérifier\|date=avril 2025\|motif=remplacez ce texte par le motif}}                      |
| 2. | Informer les utilisateurs concernés.     | Pensez à avertir le créateur de l'article, par exemple, en insérant le code ci-dessous sur sa page de discussion : {{subst:avertissement admissibilité à vérifier\|Henri Caldelari}} |

 (Juin 2021).
Henri Caldelari est un prêtre né dans le Canton du Valais (Suisse). Missionnaires du Sacré-Cœur de Jésus, il a été ordonné prêtre en 1967. En contact avec de nombreux laïcs par son ministère de retraites et d'accompagnement spirituel, il anime avec la Famille du Cœur de Dieu le Centre de formation chrétienne et spirituelle de la Pomarède à Paulhenc dans le Cantal.

## Théologien
Il est l'auteur de nombreux ouvrages de théologie et de spiritualité, notamment Pardon, source de vie et Père, ton nom est prière.
Le Centre spirituel de la Pomarède a ouvert ses portes le 9 juillet 2000. Conçu pour être un espace de silence, de prière, de rencontre fraternelle, d'écoute de la Parole de Dieu et de formation chrétienne, ce centre accueille tous ceux qui aspirent à se ressourcer, qui cherchent Dieu, qui désirent approfondir leur foi ou développer leurs connaissances religieuses par des retraites spirituelles, des sessions de formation, des week-ends etc.

## Écrits

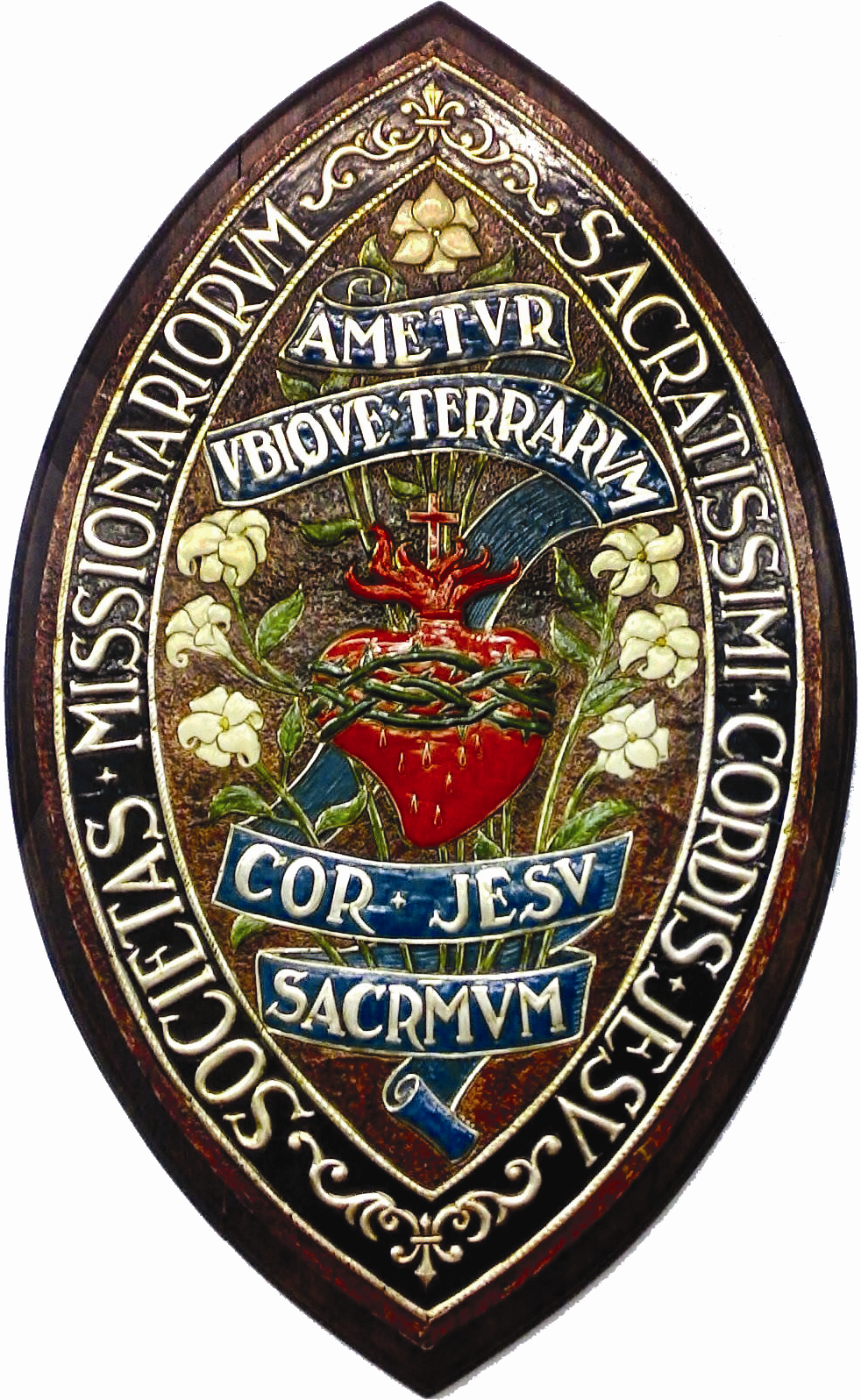
Missionnaires du Sacré-Cœur de Jésus.

Henri Caldelari. Missionnaire du Sacré-Cœur est en contact avec de nombreux laïcs par son ministère, il anime un centre de formation chrétienne et spirituelle dans le Cantal.

## bibliographie
- En ta grande tendresse efface mon péché... : Pourquoi et comment se confesser ?, Villa Vandel, 1982 (ASIN B003L8GW8W)
- Pardon, source de vie : Pourquoi et comment se confesser ?, Saint-Paul, 1984, 79 p. (ISBN 978-2-8504-9324-9)
- L'homme au coeur de Dieu, Saint-Paul Editions Religieuses, 1995 (ISBN 978-2-8504-9650-9)
- Père, ton nom est prière, Pomarede, 1999, 178 p. (ISBN 978-2-9513-1320-0)
- J'irai vers mon père, La Pomarède édition, 1999, 107 p. (ISBN 978-2-9513-1321-7)
- Nous avons vu sa gloire, Pomarede, 2000, 69 p. (ISBN 978-2-9513-1323-1)
- Par ses blessures nous sommes gueris, Pomarede, 2001 (ISBN 978-2-9513-1322-4)
- Être sur terre le coeur de Dieu, Editions Saint-Augustin, 2010, 278 p. (ISBN 978-2-8801-1477-0)